# Roland Fraïssé
Pour les articles homonymes, voir Fraisse (homonymie).
Roland Fraïssé est un mathématicien (logicien) français, né le 12 mars 1920 à Bressuire (Deux-Sèvres) et mort le 30 mars 2008 dans le 8e arrondissement de Marseille.

## Biographie
Il a été un des pionniers du développement de la « théorie des relations ». Une communication à l'Académie des Sciences en 1950 débouche en 1953 sur une thèse de doctorat intitulée Sur quelques classifications des systèmes de relations, préparée sous la direction de René de Possel, et soutenue à l'université de Paris, dans laquelle il a inventé la méthode du va-et-vient que le jeu d'Ehrenfeucht-Fraïssé utilise pour vérifier l'équivalence élémentaire de deux structures de la théorie des modèles. Il a aussi introduit la notion de « compenseur » dans la théorie des ordres.
Professeur à l'université de Provence où il a formé toute une génération de logiciens, parmi lesquelles Étienne Grandjean, lui-même très actif à l'université de Caen.
Sa présentation de la logique donne la priorité à la sémantique : selon lui, l'avancement de la logique se traduit par une absorption croissante de la syntaxe par la sémantique. Ainsi, la sémantique serait à la syntaxe ce que la théorie des corps est aux méthodes ponctuelles de résolution des équations algébriques.

## Publications
(Sélection)
- « Sur une nouvelle classification des systèmes de relations », CRAS, vol. 230,‎ 1950, p. 1022-1024 (lire en ligne).
- « Sur quelques classifications des systèmes de relations », Publications Scientifiques de l'Université d'Alger série A1,‎ 1954, p. 35-182 — Thèse de doctorat, Université de Paris, 1953.
- Cours de logique mathématique, Relation, Formule logique, Compacité, Complétude, Paris, Gauthier-Villars, en un tome , 1967.
Seconde édition, « élargie considérablement »[7], en trois tomes, 1971-1975 : 
  - Tome 1 : Relation et formule logique, 1971, 197 pages.
  - Tome 2 : Théorie des modèles, 177 pages.
  - Tome 3 : Récursivité et constructibilité, 1972, 1975, 137 pages.

Traduit en anglais et édité par David Louvish sous le titre Course of Mathematical Logic, 2 vol., Dordrecht, Reidel, 1973-1974
- (en) Roland Fraïssé (trad. P. Clote), Theory of relations, Amsterdam, Elsevier, coll. « Studies in logic and the foundations of mathematics » (no 145), 2000 (1re éd. 1986), 451 p. (ISBN 0-444-50542-3, SUDOC 055153372)appendice par Norbert W. Sauer.